# IV Giochi asiatici invernali
I IV Giochi asiatici invernali si sono svolti nella provincia di Kangwon, in Corea del Sud, dal 30 gennaio al 6 febbraio 1999.

## Nazioni partecipanti
Hanno partecipato ai Giochi 22 delegazioni provenienti da altrettante nazioni, 14 delle quali in maniera competitiva e 8 in maniera non competitiva:
Delegazioni competitive
- Cina (147)
- Taipei cinese (11)
- Hong Kong (4)
- India (8)
- Iran (11)
- Giappone (101)
- Kazakistan

- Kuwait
- Kirghizistan (1)
- Libano (2)
- Mongolia
- Pakistan (2)
- Corea del Sud (102)
- Uzbekistan (7)

Delegazioni non competitive
- Bhutan
- Macao
- Nepal
- Filippine

- Singapore
- Sri Lanka
- Tagikistan
- Vietnam

## Discipline
Vennero disputate in totale 43 diverse gare per 4 sport diversi:
- Sci alpino (6) (dettagli)
- Biathlon (6) (dettagli)
- Sci di fondo (6) (dettagli)
- Pattinaggio di figura (4) (dettagli)
- Hockey su ghiaccio (2) (dettagli)
- Short track (10) (dettagli)
- Pattinaggio di velocità (9) (dettagli)

## Medagliere
Paese ospitante
| Posiz. | Nazione       | Oro | Argento | Bronzo | Totale |
| ------ | ------------- | --- | ------- | ------ | ------ |
| 1      | Cina          | 15  | 10      | 11     | 36     |
| 2      | Corea del Sud | 11  | 10      | 14     | 35     |
| 3      | Kazakistan    | 10  | 8       | 7      | 25     |
| 4      | Giappone      | 6   | 14      | 9      | 29     |
| 5      | Uzbekistan    | 1   | 1       | 1      | 3      |
| Totale | Totale        | 43  | 43      | 42     | 128    |